# Hartsvanger (boek)
Hartsvanger. Zeer verspreide geschriften is het in 1993 verschenen prozadebuut van vertaler en dichter Anneke Brassinga. Het boek telt vijf afdelingen met verschillende prozagenres en enkele gedichten.

## Inhoud
Het boek bestaat uit een inleiding en vijf afdelingen: 'Prematuur proza' bestaat uit de dagboeknotities van A. Tuinman, waarvan de oudste gedateerd is op 1967; 'Overtocht naar India' bestaat uit reisverslag, 'Geloof, hoop en liefde' bevat essays over auteurs die Brassinga vertaalde, Denis Diderot en Hermann Broch, en uit een nieuwe vertaling, namelijk van 'Ghostkeeper', een onvoltooid verhaal van Malcolm Lowry, dat vol staat met aantekeningen over hoe het verhaal verder moet; de afdelingen 'Knopen tellen' en 'Correspondenties' hebben een diverse inhoud.
Monologen, brieven, verhalen, vertalingen, pastiches. Er zijn essays over auteurs die Brassinga vertaalde, zoals Diderot en Hermann Broch, over het India van E.M. Forster, van wie Brassinga A Passage to India vertaalde. Pastiches zijn er op Vladimir Nabokov en zelfs op het vertalen van James Joyce.

## Receptie
Criticus Arnold Heumakers van de Volkskrant had moeite met het gebrek aan samenhang van de bundel, waarin Brassinga volgens hem gewoon al haar verspreide proza heeft gebundeld. Ook vindt hij dat het 'eenzelvige karakter' van sommige stukken de lezer weinig aanleiding geeft zich met de auteur of tekst te identificeren. In de soms 'zeer innerlijke monologen' krijgt de buitenwereld nauwelijks gestalte, andere stukken gaan vooral over Brassinga's passies en preoccupaties. Heumakers concludeert dat de samenhang bestaat uit een zelfportret van Brassinga zelf, die zich toont in haar hoedanigheid van vertaler, dichter, geliefde en verwarde geest. Ook T. van Deel in Trouw merkt het gebrek aan samenhang en het neigen naar een zelfportret op. Van Deel merkt op dat de afdeling 'Uit het dagboek van A. Tuinman al in de jaren zeventig in tijdschrift De Revisor verscheen. Hij meent dat passie de opvallendste drijfveer is die uit het werk oprijst, voor hem zelfs het sleutelwoord van de bundel, en dat de titel is gekozen om de dubbelzijdige verwijzing naar leven en dood: 'een hartsvanger is een speciaal type jachtmes, lang en aan het eind tweesnijdend, gebruikt op de hertejacht.'
In 1994 was Hartsvanger een van de 28 titels uit de voorselectie voor de AKO-Literatuurprijs.